# عظم صدغي
العظم الصدغي (بالإنجليزية: Temporal bone)‏ هو عظم مزدوج يتوضع في القسم السفلي الجانبي من القحف أو الجمجمة، ويشكل جزءاً من جانب الجمجمة وقاعدتها. يجاور العظم الصدغي من الأمام العظم الوتدي (بالإنجليزية: Sphenoid bone)‏ ومن الخلف العظم القفوي (بالإنجليزية: Occipital bone)‏ ومن الأعلى العظم الجداري (بالإنجليزية: Parietal bone)‏. يساهم العظمان الصدغيان بتشكيل جزء من الوجه في كل جانب يدعى الصدغ، وهما يحويان أعضاء السمع والتوازن ويظهر على الوجه الخارجي لكل منهما الصماخ السمعي الخارجي. للعظم الصدغي خمسة أجزاء: الجزء الصدفي (بالإنجليزية: Squamous part)‏، الجزء الخشائي (بالإنجليزية: Mastoid part)‏، الجزء الصخري (بالإنجليزية: Petrous part)‏، الجزء الطبلي (بالإنجليزية: Tympanic part)‏ والناتئ الإبري (بالإنجليزية: Styloid process)‏.

## الأصل اللغوي
| عظم صدغي | الصدغ: هو ما بين خَطِّ العين إلى أصلِ الأُذُن. يقال صَدَغْت الرّجل، إذا حاذيتَ صُدْغَه بِصُدْغِكَ في المشي. | عظم صدغي |

## الأجزاء
يتكون كل عظم صدغي من خمسة أجزاء هي:
1. القسم الصدفي للعظم الصدغي: هو عبارة عن صفيحة عظمية لها وجه خارجي محدب ووجه مخي مقعر. ينشأ من الوجه الخارجي الناتئ الوجني للعظم الصدغي Zygomatic process of temporal bone، ويوجد في قسمه الخلفي أثلام تسير فيها فروع الشريان الصدغي الأوسط. يوجد على الوجه المخي أثلام لفروع الشريان السحائي الأوسط Middle meningeal artery.
2. القسم الخشائي للعظم الصدغي: يشغل القسم الخلفي من العظم الصدغي، وله:
  1. وجه خارجي ترتكز عليه العضلة القترائية Sternocleidomastoid muscle، ويتمادى هذا الوجه للأسفل بالناتئ الخشائي Mastoid process، وهو بروز هرمي يتوضع خلف الصماخ السمعي الخارجي (الظاهر)، ويوجد أمام وجهه الإنسي ثلم حفرة ذات البطنين إذ ينشأ منه البطن الخلفي للعضلة ذات البطنين Posterior belly of digastric muscle.
  2. وجه داخلي أملس يوجد عليه ثلم الجيب السيني Groove for segmoid sinus، وهو امتداد لثلم الجيب المستعرض Groove for transverse sinus في العظم القفوي. يوجد داخل الخشاء فجوات أو خلايا خشائية وتدعى غار الخشاء، وهذه الخلايا مبطنة بغلالة مخاطية.
3. القسم الصخري للعظم الصدغي: يشبه الهرم الثلاثي. قاعدته في الوحشي والخلف وذروته المقطوعة في الإنسي والأمام. له:
  1. وجه أمامي داخل القحف أملس يتصل مع الوجه الداخلي للقسم الصدفي بواسطة الشق الصخري الصدفي العلوي، ويحتوي هذا الوجه البارزة المقوسة Arcuate eminence، وانطباع العصب مثلث التوائم Trigeminal nerve (العصب القحفي الخامس)، وفرجة العصب الصخري الكبير Hiatus for greater petrosal nerve.
  2. وجه خلفي يتوضع داخل القحف حيث يبرز المسم السمعي الداخلي (الباطن) المؤدي إلى الصماخ السمعي الداخلي Internal acoustic meatus، ويمر فيه العصب الوجهي Facial nerve (العصب القحفي السابع) والعصب الدهليزي القوقعي Vestibulocochlear nerve (العصب القحفي الثامن)، كما يحوي الفتحة الظاهرة للمسال الدهليزي، وهي عبارة عن شق عظمي تمر فيه قناة اللمف الباطن.
  3. وجه سفلي يقع خارج القحف ويبدي عدة عناصر تشريحية، تشمل:
    1. الحفرة الوداجية Jugular foramen: تتوضع فيها البصلة الوداجية Jugular bulb، ويحدها في الخلف الثلمة الوداجية Jugular notch.
    2. الثقبة الخارجية للنفق السباتي: تتوضع أمام الحفرة الوداجية ويجتازها الشريان السباتي الباطن Internal carotid artery.
    3. الناتئ الإبري Styloid process: يقع وحشي الحفرة الوداجية، وتنشأ منه العضلات: الإبرية البلعومية Stylopharyngeus muscle، والإبرية اللامية Stylohyoid muscle، والعضلة الإبرية اللسانية Styloglossus muscle. ينشأ منه أيضا الرباطان الإبري اللامي Stylohyoid ligament والإبري الفكي السفلي Stylomandibular ligament.
4. الثقبة الإبرية الخشائية Stylomastoid foramen: تقع خلف الناتئ الإبري حيث يجتازها العصب الوجهي. 4. القسم الطبلي للعظم الصدغي: يتوضع أسفل القسم الصدفي وأمام القسم الخشائي وهو يحيط بالصماخ السمعي الخارجي ويشكل أرضيته وجداره الأمامي والخلفي.
5. الناتئ الإبري للعظم الصدغي: وهو بروز عظمي من السطح السفلي للعظم الصدغي، يشكل مرتكز للعديد من العضلات المرتبطة باللسان والحنجرة.

## التركيب
صدفة العظم الصدغي تشبه باقي العظام القحفية، الجزء الخشائي عبارة عن عظم إسفنجي، الجزء الصخري كثيف وقاسي.

## كسر العظم الصدغي
كسر قاعدة الجمجمة يمر في أكثر الأحيان خلال العظم الصدغي. يُمكن أن يكون الكسر في مجموعة من العظام أو في العظم الصدغي فقط.
يكون الكسر في العظم الصدغي إما على طول العظم أو بالعرض.

### التاثير على الأذن الداخلية
قد تصاب الأذن الداخلية بالضرر، وقد يحدث نزف في الأذن الداخلية مما يؤدي إلى ضعف السمع بسبب ضعف العصب السمعي، وطنين في الأذن وشعور بالدوار.

## صور إضافية

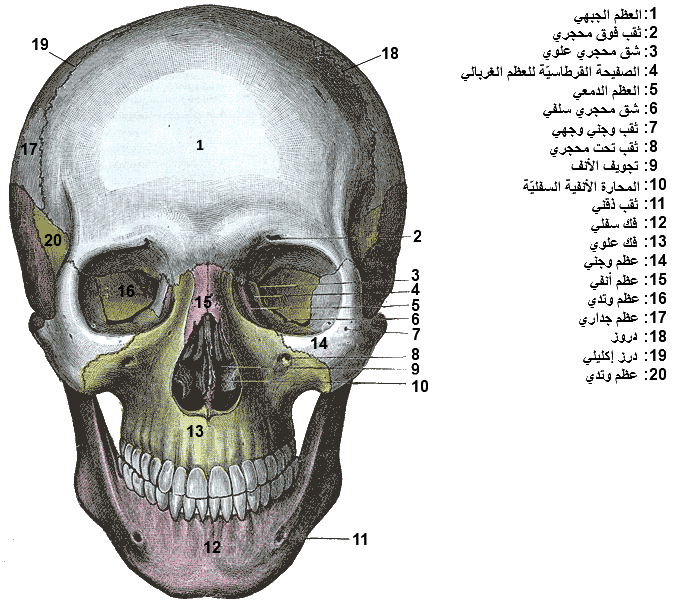
منظر أمامي للجمجمة.
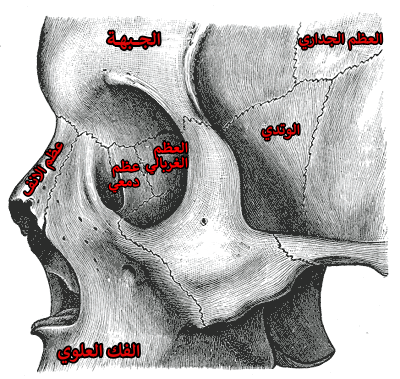
العظم الوتدي.
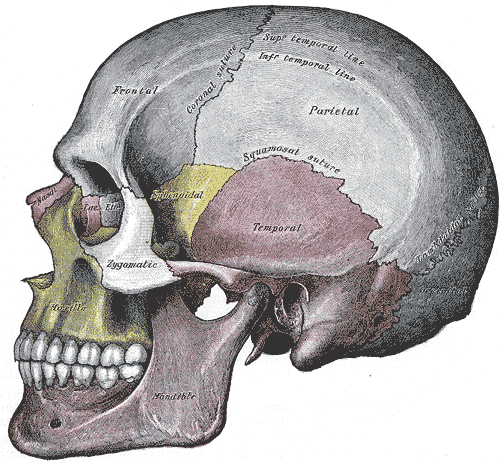
منظر جانبي للجمجمة.
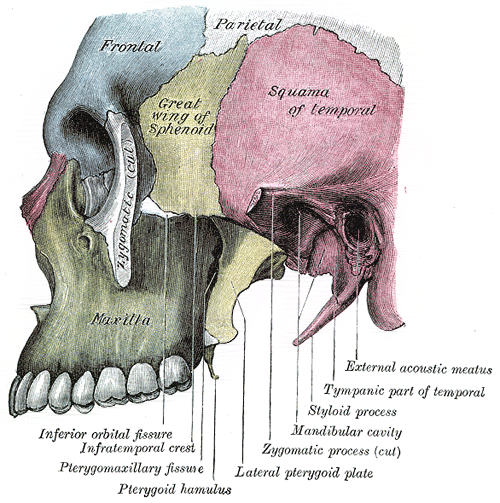
الحفرة تحت الصدغية اليسرى.
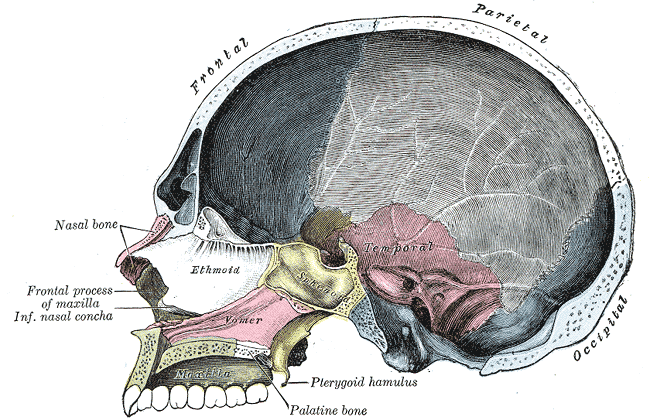
مقطع سهمي في الجمجمة.
مفصل الفك السفلي (الوجه الوحشي).
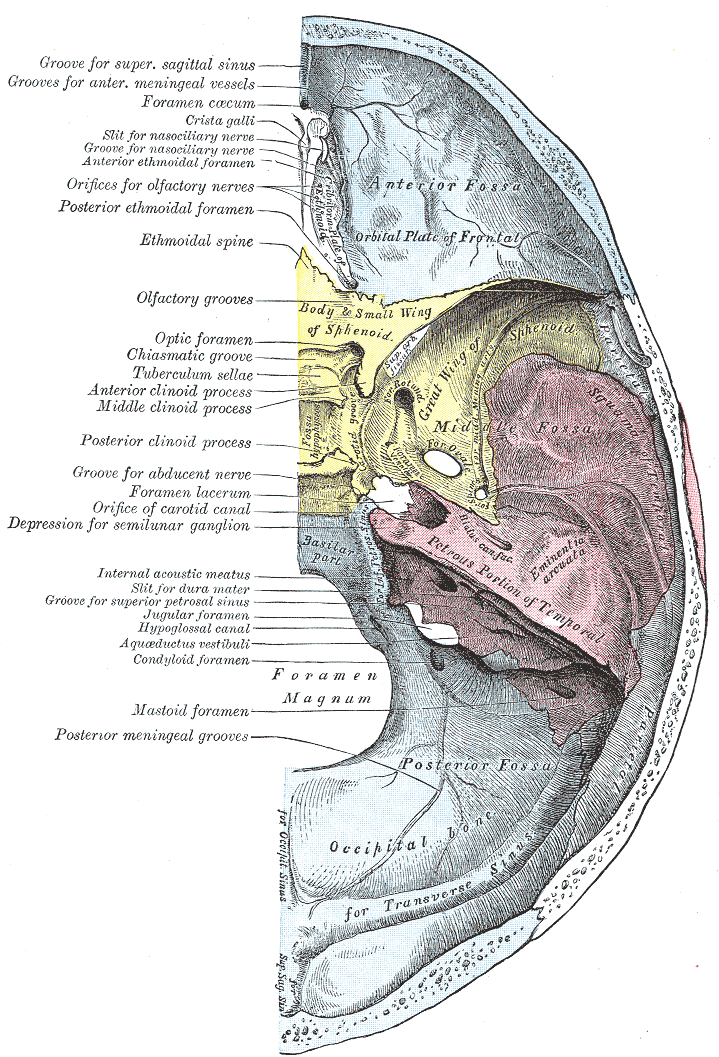
السطح العلوي لقاعدة القحف.